# Simon de Langres
Simon de Langres (Borgonha, ? — Nantes, 7 de junho de 1384) foi um religioso dominicano, bispo de Nantes e Vannes, e diplomata francês. 

## Biografia
Alcunhado O Borguinhão, foi mestre em Teologia, leitor no convento de Saint-Jacques de Paris, e esteve presente no Capítulo Geral reunido em Carcassone em 1342. Segundo Raymond Cazelles, "erudito e sábio, mas também homem habilidoso e astuto, essas qualidades lhe valeram ser empregado em diversas missões diplomáticas". Em 1349 estava no séquito do duque da Normandia, futuro rei João, o Bom, acompanhando sua viagem até Lyon. No ano seguinte foi eleito Provincial da França e, dois anos mais tarde, Geral da Ordem Dominicana. Despendeu muitos esforços para reformar a Ordem, mas teve pouco sucesso.
Foi amigo de Carlos de Luxemburgo e em 1355 esteve presente em sua coroação como imperador. Em 1360 era um dos núncios que em nome do papa Inocêncio VI garantiram a assinatura de um tratado de paz entre a França e a Inglaterra. O papa Urbano V requisitou seus serviços diplomáticos numerosas vezes para importantes missões, prejudicando suas tarefas administrativas, tanto que os dominicanos exigiram que o pontífice lhes desse outro Geral. Renunciou em 1366, sendo então feito bispo de Nantes.
Em 1381 participou das negociações do segundo Tratado de Guérande entre a França e Inglaterra, e ao retornar para Nantes estava exausto. Foi transferido no ano seguinte para a diocese de Vannes, mas menos de um ano depois, renunciou. Faleceu a 7 de junho de 1384.